# Una donna, una storia
Una donna, una storia è una doppia raccolta di Mia Martini, pubblicata nel 1995 dalla BMG Ricordi. È la prima raccolta pubblicata dopo la scomparsa dell'artista. È stata ristampata nel 1998 con copertina differente.

## Tracce

### Disco 1
1. Minuetto
2. Inno
3. Padre davvero...
4. Agapimu
5. Amore... amore... un corno!
6. Lacrime di marzo
7. Credo
8. Questo amore vero
9. Piccolo uomo
10. Donna sola
11. Valsinha
12. Tu sei così
13. Al mondo
14. Donna con te
15. L'amore è il mio orizzonte
16. Io donna, io persona

### Disco 2
1. Per amarti
2. Che vuoi che sia... se t'ho aspettato tanto
3. Libera
4. Ti regalo un sorriso
5. E ancora canto
6. E non finisce mica il cielo
7. Spegni la testa
8. Quante volte
9. Almeno tu nell'universo
10. Nuova gente
11. Stelle
12. Donna
13. La nevicata del '56
14. Statte vicino a me
15. Notturno
16. Gli uomini non cambiano